# Сеньория Фокея
Сеньория Фокея (греч. Ηγεμονία της Φώκαιας, итал. Signoria di Focea) — недолговечное островное генуэзское государство, находившееся в Эгейском море, которым управляла династия Дзаккария. Столицей государства являлся город Фокея. Остров был получен от Византии генуэзским сеньором Эммануилом Дзаккариа в 1275 году, чей род правил им вплоть до 1340 года.

## История
После Нимфейского договора Генуэзская республика получила широкие привилегии от императора Михаила VIII, и, оставаясь верными династии Палеологов и оказывая ей существенные услуги, всё более упрочила своё положение.
В 275 году Эммануил Дзаккариа благодаря дружбе своего брата Бенедетто с императором и его женитьбе получил в управление Фокею (состоявшего из городов-близнецов Старой и Новой Фокеи). В этой области располагались ценные залежи квасцов, которые начал активно разрабатываться в эпоху поздней империи и использовался в дубильной и текстильной промышленности. Тем самым для династии Дзаккариа это было чрезвычайно выгодное приобретение, особенно после того, как Эммануилу удалось создать в Фокее свою сеньорию, пользующийся широкой автономией. Более того ему удалось убедить Михаила VIII запретить импорт квасцов из Чёрного моря, хотя эта торговля также находилась в руках генуэзских купцов. В связи с этим Дзакарии удалось сколотить большое финансовое состояние.
В 1296 г. квасцовые рудники Фокеи были разгромлены отступавшим венецианским флотом в ходе войны Корчули.
Осенью 1329 г. византийский флот сумел вернуть, опираясь на поддержку местного населения, Хиос. Вслед за тем генуэзцы Фокеи снова признали суверенитет империи.
В 1336 г. Андроник III в рамках борьбы с генуэзцами собрал флот в 84 корабля и с помощью турок эмиратов Сарухан и Айдин восстановил господство Византии в Фокее. Правивший островом Доменико Каттанео был оставлен в качестве царского наместника, и фокейские купцы в ущерб генуэзцам получили право беспошлинной торговли в империи, вскоре жители острова полностью изгнали генуэзцев.
В 1346 г. Фокея и Хиос снова были отвоёваны частной генуэзской эскадрой под начальством Виньозо; завоеватели по соглашению со своей республикой образовали компанию на паях «Магона» (ладья, шаланда) для эксплуатации этих богатых колоний, сделавшей его прямой колонией республики. Во время переговоров греческие архонты восстали и возвратили Фокею империи. Через договора с империей 1363 и 1367 гг. легализовали территориальные приобретения в обмен на ежегодную денежную выплату.
Остров оставался во власти итальянцев вплоть до 31 октября 1455 г., когда османы заняли Новую Фокею, принадлежавшую Гаттелузи: богатые генуэзские купцы, владевшие квасцовыми рудниками, были захвачены в плен и увезены на турецких кораблях, население обложено поголовной податью, а сто красивейших юношей и девушек преподнесены в дар султану.

## Сеньоры старой и новой Фокеи
- 1275—1288 Эммануил Дзаккариа
- 1288—1304 Бенедетто I Дзаккариа
- 1304—1314 Бенедетто II Дзаккариа
- 1314—1331 Андриоло Каттанео
- 1331—1340 Доменико Каттанео

## Наместники старой и Новой Фокеи
- 1302—1307 Тедисио Дзаккариа
- 1307 Николино Дзаккариа
- 1307—1314 Андриоло Каттанео
- 1329 Арриго Тартаро